# وليد العنزي (لاعب كرة قدم مواليد 1994)
وليد حزام العنزي لاعب كرة قدم سعودي.

## مسيرة اللاعب
لعب في الفئات السنية في نادي التضامن و لعب بعدها مع نادي الشباب ونادي الباطن ونادي ضمك ونادي الجندل.

## روابط خارجية
- وليد حزام العنزي على موقع Soccerway.com (الإنجليزية)
- وليد حزام العنزي على موقع كووورة